# Skansen Aktywny u Sołtysa w Nowosiółkach

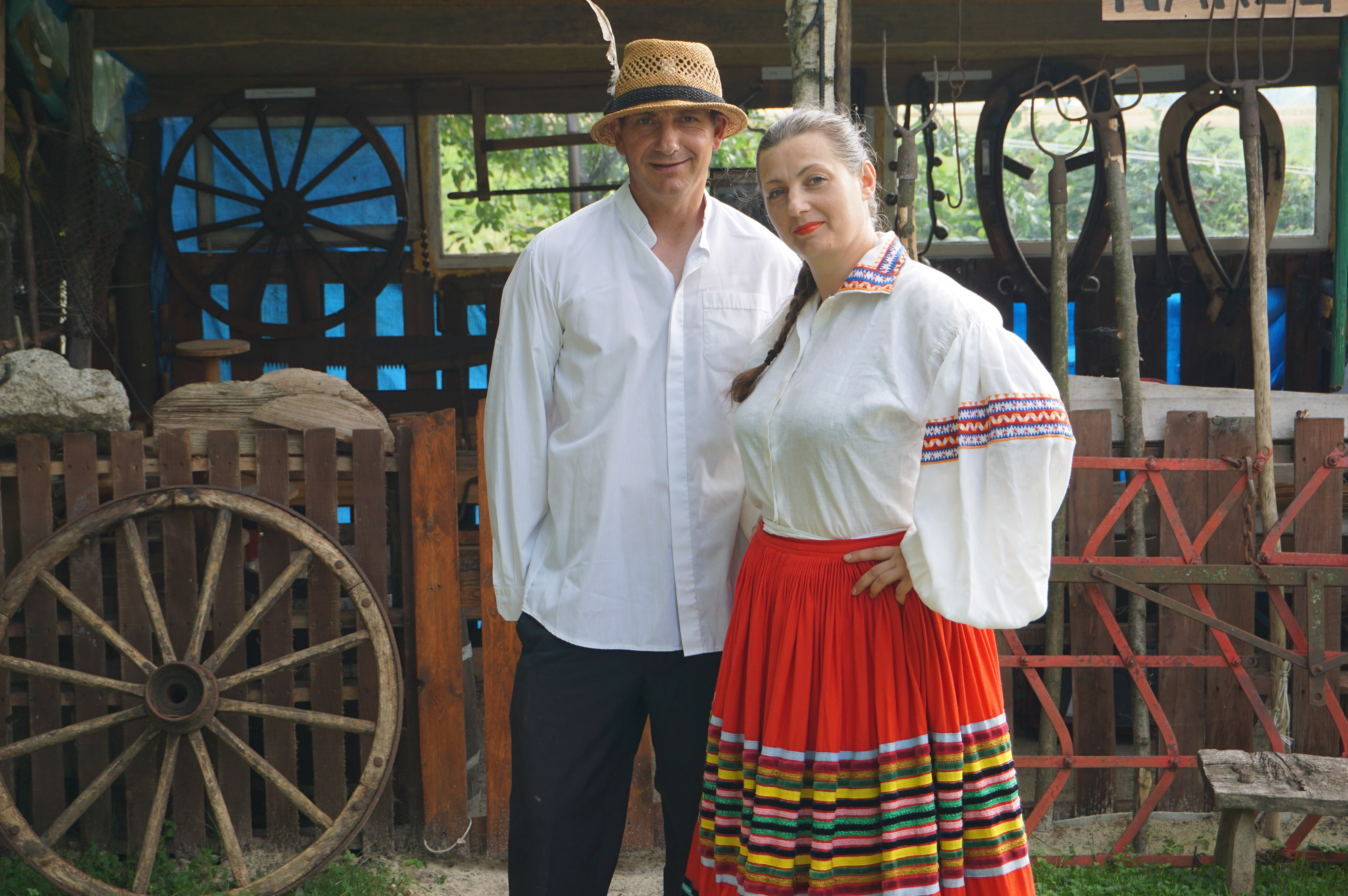
Skansen w Nowosiółkach

Skansen Aktywny u Sołtysa w Nowosiółkach – skansen założony 1 czerwca 2018 roku przez Daniela Pawłowskiego jako regionalne centrum etnograficzne. Zbiory zgromadzone w skansenie pochodzą od okolicznych darczyńców i pasjonatów historii regionu Grzędy Sokalskiej. W skansenie znajduje się kolekcja oryginalnych narzędzi do rozgrzewania i kucia metalu pochodząca z dawnej kuźni. W zasobie znajduje się także szeroka kolekcja przedmiotów kuchennych w tym, masielniczek, wirówek, wag, cukiernic etc. oraz narzędzi rolniczych służących przez lata do pracy w polu. Skansen prezentuje kulturową różnorodność regionu Nowosiółek, dzięki połączeniu bogatej kolekcji eksponatów z troską o niematerialne dziedzictwo regionu. W sposób kompleksowy gromadzi przedmioty związane z dawnym życiem wsi, dworów, ale też utrwala wiedzę na temat zwyczajów, obrzędów, tradycji i codziennej pracy ludzi minionej epoki. W skansenie istnieje także, dział wojskowy z kolekcją mundurów, rogatywek, łusek po pociskach, skrzyń po amunicji. Najobszerniejszą kolekcję stanowią czarno-białe zdjęcia obiektów historycznych oraz mieszkańców Nowosiółek, która liczy ponad 300 sztuk.